# Municipio de Armada (Míchigan)
El municipio de Armada (en inglés: Armada Township) es un municipio ubicado en el condado de Macomb en el estado estadounidense de Míchigan. En el año 2010 tenía una población de 5379 habitantes y una densidad poblacional de 56,84 personas por km².

## Geografía
El municipio de Armada se encuentra ubicado en las coordenadas 42°51′3″N 82°55′26″O / 42.85083, -82.92389. Según la Oficina del Censo de los Estados Unidos, el municipio tiene una superficie total de 94.63 km², de la cual 94.47 km² corresponden a tierra firme y (0.17%) 0.16 km² es agua.

## Demografía
Según el censo de 2010, había 5379 personas residiendo en el municipio de Armada. La densidad de población era de 56,84 hab./km². De los 5379 habitantes, el municipio de Armada estaba compuesto por el 98.05% blancos, el 0.33% eran afroamericanos, el 0.24% eran amerindios, el 0.35% eran asiáticos, el 0.02% eran isleños del Pacífico, el 0.37% eran de otras razas y el 0.63% pertenecían a dos o más razas. Del total de la población el 1.8% eran hispanos o latinos de cualquier raza.